# Odontopera fusca
Odontopera fusca là một loài bướm đêm trong họ Geometridae.